# Aeroportul Tarapoa
Aeroportul Tarapoa (IATA: TPC, ICAO: SETR) este un aeroport din Sucumbíos⁠(d), Ecuador ce deservește zona Tarapoa (parroquia)⁠(d). A fost numit după zona deservită.
Situat la o altitudine de 230 m, aeroportul dispune de o singură pistă.